# Svend Grundtvig

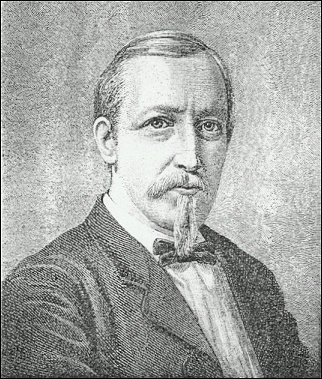
Svend Grundtvig

Svend Hersleb Grundtvig [svɛnʔ ˈgʀondviːʔ] (* 9. September 1824 in Kopenhagen-Christianshavn; † 14. Juli 1883 ebenda) war ein dänischer Literaturwissenschaftler und Volkskundler.
Er gilt als Begründer der dänischen Volkskunde und bedeutendster wissenschaftlicher Sammler und Herausgeber der dänischen Volksweisen, Sagen, Sprichwörter, Rätsel, Kinderreime und Märchen, also der überlieferten Volksdichtung in der dänischen Literatur. Sein Interesse galt dabei auch der Volksdichtung in der isländischen und färöischen Literatur.

## Leben
Svend Grundtvig war der zweitälteste Sohn von Elise und N.F.S. Grundtvig, dem großen dänischen Theologen, Dichter und Begründer der Volkshochschule. Svend kam daher in den Genuss von Privatunterricht bei seinem eigenen Vater, der ihm besonders Griechisch, Englisch und Dänisch beibrachte. Gleichzeitig profitierte er von der Dichtkunst seines Vaters und seinem Zugang zu Quellen wie der Bibel, Homer, Herodot und der Edda.
Als er 15 war, gab ihm sein Vater eine Ausgabe von dänischen Volksweisen von 1812 bis 1814. Svend begab sich von alleine in die Königliche Bibliothek, um die älteren Quellen zu studieren. Sein Vater bremste ihn dabei nicht, und als Svend meinte, dass er sich einer „brotlosen Kunst“ verschrieben habe und lieber Ingenieuroffizier werden wollte, bekräftigte ihn der Vater in seiner Liebe zur alten Literatur und beteuerte, dass Svend sich genau auf dem richtigen Weg befände, wenn er seine Studien fortsetzte.
Auf der großen Englandreise von 1843 durfte Svend Grundtvig seinen Vater begleiten, damit er sich weiter fortbilden konnte. Er besuchte die Bibliotheken in London, Oxford und Edinburgh, wo er die alten englischen Handschriften der Volksweisen studierte, die Ende des 18. Jahrhunderts zusammengetragen worden waren. Wieder daheim in Dänemark, beschloss Svend, selber die dänischen Volksweisen neu herauszugeben. Hieraus wurde eine vierzigjährige Arbeit bis an sein Lebensende.
Bereits 1842 begann er mit der Übersetzung englischer und schottischer Volksweisen ins Dänische, um so sein Abitur vorzubereiten, das er – erst 22-jährig – 1846 bestand. Gleich danach formulierte er den Plan zur Herausgabe der gesamten überlieferten dänischen Volksdichtung, was auf großes Interesse der damaligen Fachwelt stieß, zumal sein einflussreicher Vater sich 1847 öffentlich für ihn starkmachte.
Doch der Ausbruch des Schleswig-Holsteinischen Krieges 1848 unterbrach diese Arbeit jäh. Svend Grundtvig meldete sich freiwillig. Gleich zu Beginn erlebte er den tragischen Tod seines Jugendfreundes, des Malers Johan Thomas Lundbye, der nach einem unbeabsichtigt ausgelösten Schuss in seinen Armen starb. Trotzdem machte Svend Grundtvig eine Offiziersausbildung und nahm an dem dreijährigen Krieg bis zum Schluss 1851 teil. Im selben Jahr starb seine Mutter Elise, während er in Schwansen auf Feldwacht stand.
Nach dem Krieg blieb er vorläufig noch beim Heer, aber wandte sich nebenbei wieder seinen Studien zu. Der erste Band seines Werks Danmarks gamle Folkeviser (Dänemarks alte Volksweisen) von 1853 legte den Grundstein für die systematische Sammlung und Herausgabe der Volkslieder und damit für die dänische Volkskunde. Am 1. Juli des Jahres schied er aus dem aktiven Militärdienst aus, und es begannen die produktivsten Jahre seines Lebens. 1856 folgten der 2. Band Trylleviserne (Zauberweisen) und 1862 die Historiske Viser (Historische Weisen) als 3. Band.
Zusammen mit dem isländischen Nationalhelden Jón Sigurðsson gab er bereits 1854–1858 die Izlenzk Fornkvæði (Isländische alte Volksweisen) heraus.
Von großer Bedeutung war auch das dreibändige Werk Gamle danske Minder (Alte Dänische Denkmäler) 1854–1861. Dabei handelte es sich um eine Märchensammlung – vergleichbar mit dem, was die Brüder Grimm für Deutschland leisteten. Svend Grundtvig etablierte in diesem Zusammenhang den Begriff des Volksglaubens (folkets tro) im dänischen Diskurs, der den abwertenden Begriff „Aberglauben der Armen“ ablöste.
1860 wurde er Magister an der Universität Kopenhagen und 1863 Professor. Diese Stelle bremste seine Schaffenskraft, da er sich nunmehr mit universitären Pflichtarbeiten beschäftigen musste. Hinzu kam seine tiefe Enttäuschung über den Ausgang des Deutsch-Dänischen Kriegs 1864, bei dem Dänemark Schleswig abtreten musste. Doch es ging weiter: Sæmunds Edda kam 1868–1874 heraus. Der 4. Band der Danmarks gamle Folkeviser erschien 1873 und der erste Halbband des 5. Bandes 1877–78. Noch in seinem Todesjahr 1883 erschien ein Anhang zu Band 1.
Sein Schüler Axel Olrik gab 1889 den zweiten Halbband des 5. Bandes von 1877 bis 1878 heraus, und 1895 bis 1898 den 6. und letzten Band. Ab 1898 erfolgte die Herausgabe von Danske Ridderviser I–III (Dänische Ritterweisen I–III) als Fortsetzung der Danmarks gamle Folkeviser I–V. Als Olrik 1917 starb, war die Herausgabe von Grundtvigs Werk noch lange nicht vollendet. Grundtvig vererbte seinen Nachfolgern die gesamte dänische Märchenforschung und -herausgabe.
Bereits um 1880 begann Grundtvig zusammen mit Jørgen Bloch die Sammlung der färöischen Balladen. Svend Grundtvig war ein guter Freund von V. U. Hammershaimb, dem Schöpfer der neufäröischen Schriftsprache. Grundlage für die Sammlung von Grundtvig und Bloch war das Werk von Napoleon Nolsøe. Das Resultat war Føroya kvæði. Corpus carminum Færoensium in 16 Manuskriptbänden mit 234 Volksballaden in 800–900 Versionen und zusammen 70.000 Versen – das gesamte mündlich überlieferte färöische Spracherbe. 1941–96 ist auch dieses Werk erschienen, mit Christian Matras als Herausgeber.
Unveröffentlicht blieb sein Lexicon Færoense (1887–1888), ein Wörterbuch der färöischen Sprache, das auf dem damals noch unveröffentlichten Dictionarium Færoense von Jens Christian Svabo beruhte. Diese Arbeit bildete die Grundlage für alle weiteren färöischen Wörterbücher (z. B. von Jakob Jakobsen 1891, Christian Matras 1961, Jóhan Hendrik Winther Poulsen 1998).
Svend Grundtvig starb im Alter von 58 Jahren und fand seine letzte Ruhestätte auf dem Frederiksberg Ældre Kirkegård der Frederiksberg Kommune auf der Insel Seeland.

## Werke
Auswahl von Sammlungen, die Svend Grundtvig besorgt hat:
- Danmarks gamle Folkeviser. Bände I–VI, 1853–98 (Dänemarks alte Volksweisen)
  - Danmarks Folkeviser. Kopenhagen: Philipsen, 1882
- Gamle danske Minder. Bände I–III. 1854–1861
  - Danske Folkeæventyr. Kopenhagen: Aug. Bang og Lehmann & Stage, 1884 (Dänische Volksmärchen)
  - Gamle danske Minder i Folkemunde: Folkeæventyr, Folkeviser, Folkesagn og andre Rester af Fortidens Digtning og Æra, som de endnu leve i det danske Folks Erindring. Bände I–III, 1970 – ISBN 87-500-1012-3
  - Danske Folkeeventyr, Bände I–II, Charlottenlund: Rosinante, 1984–1985 – ISBN 87-7357-045-1
  - Danske Folkeæventyr, 1988 – ISBN 87-88258-25-4
- Íslenzk Fornkvæði. Bände I–II, 1854–85 (Isländische Balladen)
- Sæmundar edda hins Fróða: den Ældre edda. Kopenhagen: Gyldendal, 1868 (Die Ältere Edda)
- Danske Ridderviser. Bände I–IV, 1898–1923 (Dänische Ritterweisen)
- Føroya kvæði: corpus carminum Færoensium. Bände I–VII, 1941–96 (Färöische Balladen)

## Märchen
| - König Lindwurm (vgl. Die Schöne und das Biest) - Der Hirschprinz (Zweitöchtermärchen) - Die Prinzessin auf der Insel (vgl. Jungfrau Maleen) - Die Schlange und das kleine Mädchen - Ederland die Hühnermagd - Die geduldige Frau - Das kluge Mädchen | - Die Schlange (vgl. Die Schöne und das Biest) - Das gute Schwert (vgl. Prinz Bajaja) - Der Topf - Hans mit den goldenen Haaren (vgl. Der Eisenhans) - Der Gesundheitsbaum (Motiv: Prinz Aschenbrödel) | - Der treue Diener - Der starke Hans (vgl. Der tapfere Mikesch) - Die Prinzessin mit den zwölf Paar Goldschuhen - Der Zauberhut (Märchen) - Trillevip (vgl. Rumpelstilzchen) - Das Trollbier (vgl. Der getreue Eckart von Johann Wolfgang von Goethe) |